# المركز السوري للعدالة والمساءلة

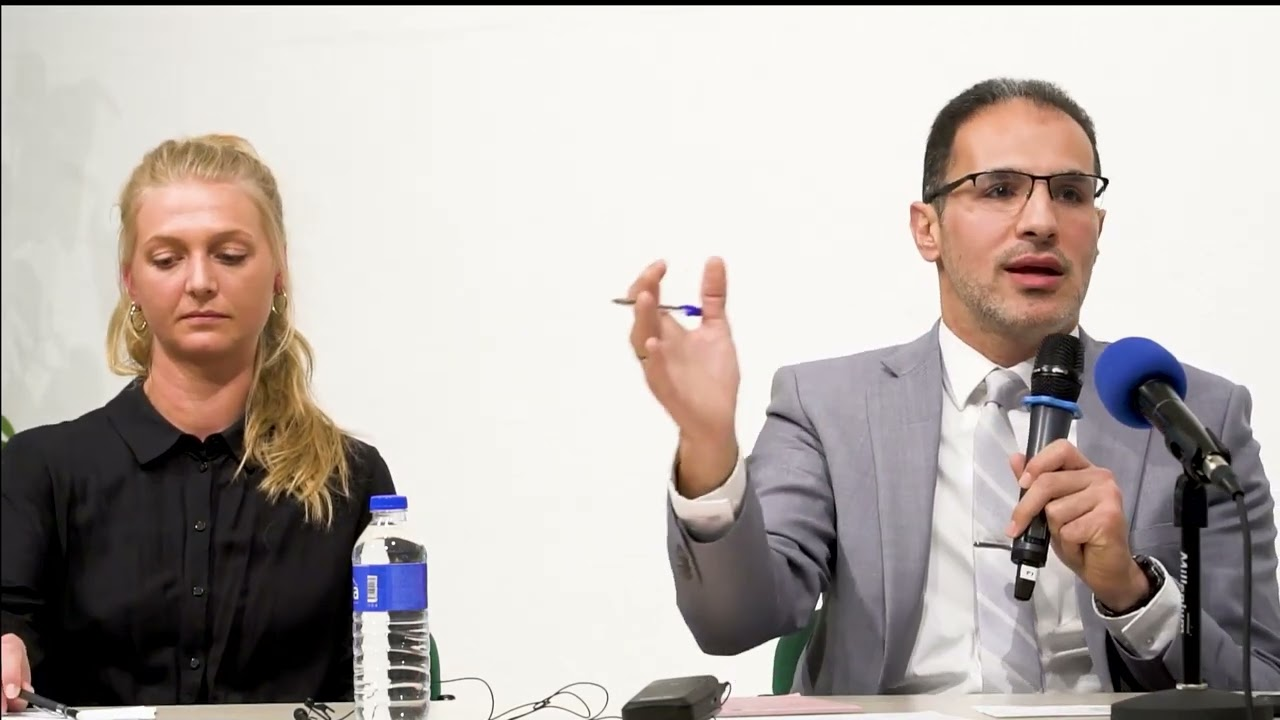
مدير المركز محمد العبد الله خلال جلسة للتعريف بطرق حماية الشهود

المركز السوري للعدالة والمساءلة هو منظمة غير ربحية هدفها العدالة والتوثيق القانوني. تقوم بالمراقبة والتبليغ عن الانتهاكات التي ترتكبها جهات فاعلة في الحرب الأهلية السورية. تضمن توثيقه بيانات عن نظام بشار الأسد، وقوات المعارضة، وتنظيم الدولة الإسلامية (داعش)، بالإضافة إلى الجهات الأجنبية.  بدأت المنظمة من قبل مجموعة أصدقاء سوريا في عام 2012، والتي كان لها هدف معلن يتمثل في الحفاظ على الوثائق وإنشاء مصدر مركزي لجمع البيانات. يعمل المركز السوري للعدالة والمساءلة بشكل أساسي على القضايا المتعلقة بالعدالة الانتقالية، المساءلة الجنائية، وانتهاكات حقوق الإنسان في سوريا.
إن مقر المنظمة يقع في مدينة واشنطن ولديها موظفين ومحللين في أوروبا والولايات المتحدة. كما أن لديها موثقون يجمعون أقوال شهود حول جرائم ضد الإنسانية في تركيا وسوريا والعراق. يتعاون المركز غالباً مع الباحثين والمنظمات القائمة على حقوق الإنسان والعدالة في الاتحاد الأوروبي وسوريا.

## آليات التوثيق الحالية

### مراقبة المحاكمات
يقوم الفريق القانوني في المركز في ألمانيا بالمراقبة والتبليغ عن محاكمات المتهمين بارتكاب جرائم حرب في سوريا. هناك قضيتان جاريتان يقوم المركز السوري للعدالة والمساءلة بمتابعتهما، هما قضية أنور رسلان وعلاء م. ، وهو طبيب ألماني متهم بارتكاب جرائم ضد الإنسانية أثناء عمله لدى الحكومة السورية. وكان قد رصد المركز في وقت سابق المحاكمة الألمانية لإياد الغريب الذي حُكم عليه بالسجن لمدة أربع سنوات ونصف لدوره في نقل المعتقلين عن عمد إلى أماكن الاحتجاز حيث يواجهون التعذيب والانتهاكات المنهجية.

### الأشخاص المفقودين
يقوم المركز السوري للعدالة والمساءلة بالتعاون مع عدة فرق من المستجيبين في سوريا باستخراج القبور الجماعية والتحقيق فيها وتوثيق المعلومات حول الأشخاص المفقودين. يعمل المركز مع الفريق الأنثروبولوجي والطب الشرعي الأرجنتيني لتوفير التدريب في سوريا حول كيفية استخراج وفحص وتوثيق المقابر الجماعية والبقايا البشرية بدقة.

### التدريب على التوثيق
يوفر المركز التدريب باللغة العربية، بشكل شخصي وافتراضي لأولئك الذين يعملون لاستعادة البقايا واكتشاف الأشخاص المفقودين في سوريا. تشتمل المواد التدريبية على مقاطع فيديو وصفحات معلومات ومسابقات تهدف إلى إعداد الأفراد لجمع الأدلة على الجرائم والاختفاء القسري .

### حفظ الوثائق الحكومية
يحتفظ المركز السوري للعدالة والمساءلة ب5,003 وثيقة حكومية تم العثور عليها في مكاتب سابقة للاستخبارات التابعة للحكومة السورية. نجت الوثائق من القصف أثناء القتال في الرقة وحمص وتم تهريبها لاحقًا من قبل نشطاء من سوريا إلى تركيا. توضح الوثائق بالتفصيل حالات قام فيها مسؤولون حكوميون بالتعذيب والتجسس على سوريين في الفترة التي سبقت الصراع السوري. تتضمن الوثائق اللاحقة أدلة على تفويض واسع من الحكومة للسماح لقوات الأمن باستخدام القوة ضد الاحتجاجات والانتفاضات السلمية خلال الربيع العربي 2011.
في مقابلة مع فرانس24، زعم المركز أنه استطاع تحديد عددًا من الوثائق التي يمكن استخدامها لاحقًا في المحاكمة الجنائية لمسؤولين حكوميين تورطوا في جرائم حرب وجرائم ضد الإنسانية. سيكون من الضروري إجراء مزيد من التحليل من قبل المنظمات الخارجية لتحديد ما إذا كان من الممكن محاكمة المسؤول السابق وكيف يمكن ذلك بموجب القانون الدولي الحالي.

## تحليلات
يقوم المركز السوري للعدالة والمساءلة بنشر مقالات ومدونات وتقارير تتعلق بمفهوم العدالة الانتقالية وانتهاكات حقوق الإنسان وجرائم الحرب والقانون الدولي مشاكل اللاجئين واستجابة المجتمع الدولي للصراع السوري. تتمحور المدونات والمنشورات الحديثة حول الأحداث الجارية، والتحديات التي يواجهها اللاجئون، ومراقبة محاكمات الأفراد السوريين المتهمين بارتكاب جرائم ضد الإنسانية.
في كانون الثاني (يناير) من عام 2021، قدم المركز بلاغًا إلى مكتب المدعي العام للمحكمة الجنائية الدولية للمطالبة بفتح تحقيق في الجرائم المرتكبة ضد اللاجئين السوريين الذين حاولوا عبور الحدود إلى اليونان. قُدم البلاغ رداً على الاتهامات بأن خفر السواحل الأوروبي (فرونتكس)، ألحق أضرارًا بقوارب المهاجرين وعرّض الأرواح للخطر من خلال دفع القوارب بعيدًا عن المياه الإقليمية اليونانية. تتم مراجعة القضية حاليًا من قبل المحكمة الجنائية الدولية التي ستحدد ما إذا كانت ستجري تحقيقًا أكبر.

## قاعدة "بيانات" المفتوحة
"بيانات" هو برنامج قاعدة بيانات علائقية تم إنشاؤه من قبل المركز. يقوم بفرز وتنظيم مجموعات كبيرة من البيانات الرقمية مفتوحة المصدر. تم تطويره في عام 2014 ويحتوي على أكثر من 1.8 مليون قطعة من البيانات التي توثق انتهاكات حقوق الإنسان في سوريا من قبل الجناة على جوانب النزاع. تم نشر قاعدة البيانات للعوام لأول مرة على GitHub في ديسمبر 2020. يقوم المركز بمشاركة هذه البيانات مع لجنة التحقيق الدولية المستقلة بشأن الجمهورية العربية السورية بالإضافة إلى آليات العدالة الأخرى التي تستخدم توثيق الانتهاكات التي ارتكبت خلال النزاع السوري.